# Instrumento de Gobierno (Reino Unido)
El Instrumento de Gobierno fue una constitución de la Mancomunidad de Inglaterra, Escocia e Irlanda. Redactada por el general de división John Lambert en 1653, fue la primera constitución soberana codificada y escrita en Inglaterra.

## Antecedentes
El Instrumento de Gobierno incluía elementos incorporados de un documento anterior, "Jefes de Propuestas", que había sido acordado por el Consejo del Ejército en 1647, como un conjunto de proposiciones destinadas a ser una base para un acuerdo constitucional después de que el Rey Carlos I fuera derrotado en la primera guerra civil inglesa. El Rey Carlos había rechazado las proposiciones, pero antes del comienzo de la segunda guerra civil, los "Grandes" (oficiales superiores que se oponían a la facción Niveladora) del Nuevo Ejército Modelo habían presentado los Jefes de Propuestas como su alternativa al acuerdo más radical del pueblo, presentado por los agitadores y sus partidarios civiles en los Debates de Putney.
El 4 de enero de 1649, el Parlamento de Rump declaró "que el pueblo es, bajo Dios, el origen de todo poder justo; que los Comunes de Inglaterra, siendo elegidos y representando al pueblo, tienen el poder supremo en esta nación". Esto se utilizó como base para que la Cámara de los Comunes aprobara leyes del parlamento que no tenían que ser aprobadas por la Cámara de los Lores o recibir el consentimiento real. Dos días después, solo Rump aprobó la ley que creaba el tribunal superior de justicia que juzgaría al Rey Carlos como traidor. El Rey fue juzgado y ejecutado ese mismo mes.
El 17 de marzo, el Rump aprobó una ley de abolición de la monarquía y dos días más tarde una ley de abolición de la Cámara de los Lores. El 19 de mayo de 1649, el Rump aprobó una ley que declaraba a Inglaterra como Commonwealth. Fue una simple declaración de que el Parlamento nombraría "Oficiales y Ministros bajo su mando para el bien del Pueblo ... sin ningún Rey o Cámara de los Lores".

## Artículos
El Instrumento de Gobierno dividió al gobierno de Inglaterra en tres elementos.
El poder ejecutivo estaba en manos del Lord Protector. Aunque este cargo era electivo, y no hereditario, el nombramiento era vitalicio.
Se planteó legislación en el Parlamento. Estos tenían que ser convocados cada tres años, con cada sesión durante al menos cinco meses.
Un Consejo de Estado inglés de alrededor de veinte miembros para brindar asesoramiento de la misma manera que los anteriores Consejos Privados, aunque con poderes fortalecidos, de modo que muchas de las acciones tomadas por el Lord Protector requerían el consentimiento de la mayoría del consejo; los ejemplos incluyen el uso de militares cuando el parlamento no estuviera sentado (IV) y declarar la guerra y la paz (V). El consejo también nombraba ministros (XXXIV) y elegía al Lord Protector tras la muerte del anterior (XXXII).
Por lo tanto, el Lord Protector estaba lejos de ser un gobernante absoluto, con sus poderes limitados en muchas áreas. Los tres poderes del gobierno se controlaban entre sí, y el Lord Protector tenía la autoridad para vetar un proyecto de ley del Parlamento, pero una segunda mayoría de votos después de veinte días aprobaría el proyecto de ley. (XXIV)
El instrumento declaraba: "Que la autoridad legislativa suprema de la Commonwealth de Inglaterra, Escocia e Irlanda, y los dominios a los que pertenecen, serán y residirán en una sola persona, y el pueblo reunido en el Parlamento: el estilo de qué persona será el Señor Protector de la Commonwealth de Inglaterra, Escocia e Irlanda".
Había también una disposición para un ejército permanente "de 10.000 caballos y dragones, y 20.000 pies, en Inglaterra, Escocia e Irlanda, para la defensa y seguridad de los mismos" y "un número conveniente de barcos para la protección de los mares" (XXVII).
El instrumento definió el número de diputados que serían elegidos para el parlamento, pero al mismo tiempo excluyó a los realistas de las elecciones y temporalmente de la votación (XIV) y a los católicos de las elecciones o votaciones (XV).
Los electores debían tener una propiedad de 200 libras esterlinas.

## Adopción y reemplazo
El Instrumento de Gobierno fue adoptado por el Consejo de Oficiales el 15 de diciembre de 1653 y Oliver Cromwell fue instalado como Lord Protector al día siguiente. En enero de 1655, Cromwell disolvió el primer parlamento protectorado , marcando el comienzo de un período de gobierno militar por parte de los generales de división.
El Instrumento de Gobierno fue reemplazado en mayo de 1657 por la segunda y última constitución codificada de Inglaterra, la Humilde Petición y Consejo.

## Influencia en la constitución estadounidense
Dado que América ya había sido colonizada por los ingleses —en 1607, en Jamestown y en 1620, en Plymouth—, Estados Unidos a veces ha reclamado este documento histórico como parte de su patrimonio político, legal e histórico.